# Pseudanthura albatrossae
Pseudanthura albatrossae är en kräftdjursart som beskrevs av Brian Frederick Kensley 1978. Pseudanthura albatrossae ingår i släktet Pseudanthura och familjen Paranthuridae. Inga underarter finns listade i Catalogue of Life.